# Solange Koulinka
Solange Koulinka, épouse Ipolo, née en 1958 à Brazzaville, est une handballeuse internationale congolaise. 
Elle a notamment été porte-drapeau du Congo aux Jeux olympiques d'été de 1980.

## Biographie
Internationale congolaise, elle participe au Championnat d'Afrique des nations 1979, où elle conduit son équipe au titre. Elle n'aurait pas participé au Championnat d'Afrique des nations 1981 ainsi qu'aux Jeux d'Afrique centrale de 1981 à cause d'une blessure,. Le Congo remporte également le Championnat d'Afrique des nations en 1983 et 1985, mais la participation ou non de Koulinka n'est pas déterminée. Aux Jeux olympiques de 1980, Koulinka et les Congolaises terminent sixième et dernières de la compétition.
Excellente buteuse, elle termine meilleure marqueuse et meilleure joueuse du Championnat d'Afrique des nations 1979 avec 54 buts en 7 matchs, septième meilleure buteuse des Jeux olympiques de 1980 avec 39 buts en 7 matchs et cinquième meilleure buteuse du Championnat du monde 1982 avec 39 buts en 7 matchs.
En club, elle évolue notamment à l'Étoile du Congo, club qui remporte la Coupe des clubs champions d'Afrique en 1985, 1986, 1990 et 1994.

## Palmarès

### En sélection
Jeux olympiques
- 6e place aux Jeux olympiques de 1980

Championnats du monde
- 12e place au Championnat du monde 1982

Championnats d'Afrique des nations
- Médaille d'or au Championnat d'Afrique des nations 1979
- Médaille d'or au Championnat d'Afrique des nations 1983[réf. nécessaire]
- Médaille d'or au Championnat d'Afrique des nations 1985[réf. nécessaire]

Jeux d'Afrique centrale
- Médaille d'or aux Jeux d'Afrique centrale de 1976[réf. nécessaire]

### Distinctions individuelles
- Élue meilleure joueuse du Championnat d'Afrique des nations 1979
- Meilleure buteuse du Championnat d'Afrique des nations 1979